# Miroslav Zajonc
Miroslav Zajonc, parfois dit Miro Zajonc (né le 10 juin 1960 à Nový Smokovec) est un lugeur d'origine tchécoslovaque naturalisé canadien puis américain.
Champion du monde en 1983 pour le Canada, il participe en 1988 aux Jeux olympiques de Calgary prenant la onzième place en simple alors qu'il s'était blessé au pied quelques semaines avant les Jeux. Après avoir pris sa retraite sportive, il est devenu entraîneur dans l'équipe nationale de luge américaine s'occupant d'abord des juniors puis des seniors, poste qu'il occupe toujours, en 2014.

## Palmarès

### Championnats du monde
- Médaille d'or à Calgary en 1983

### Coupe du monde
- Meilleur classement en double : 4e en 1986/1987
- 3 podiums
  - 2 en simple
  - 1 en double dont 1 victoire